# Alexandre Herculano
Alexandre Herculano de Carvalho e Araújo (n. 28 martie, 1810, Lisabona — 13 septembrie, 1877, Santarém) a fost un scriitor, istoric și jurnalist portughez. Este promotorul și principalul reprezentant al romantismului portughez, alături de Almeida Garrett.

## Operă
Herculano și-a expus clar gândirea sa politică în nenumărate rânduri și s-a văzut antrenat în diferite polemici de doctrină. Vasta sa activitate jurnalistică este reunită în colecția Opúsculos.
A scris versuri pe teme religioase (A voz do profeta, 1836 - Vocea profetului), romane istorice sub influența lui W. Scott („O monge de Cister”, 1841 - Călugărul din Cister). Autor al monumentalei lucrări „Istoria Portugaliei” (História de Portugal).

### Scrieri
- 1836: Vocea profetului ("A Voz do Profeta")
- 1838: Harpa credinciosului ("A Harpa do Crente")
- 1841: Călugărul din Cister ("O Monge de Cister")
- 1846/1853: Istoria Portugaliei ("História de Portugal")
- 1854 - 1859: Despre originea și instituția Inchiziției în Portugalia ("História das Origens e Estabelecimento da Inquisição em Portugal")
- 1873 - 1908: Opuscule ("Opúsculos")

## Traduceri
- Măscăriciul, traducere Micaela Ghițescu, Ed. Univers, 1976